# مارتا مورينو
مارتا مورينو (بالإسبانية: Marta Moreno)‏ (18 ديسمبر 1982 ببنبلونة في إسبانيا - ) هي لاعبة كرة قدم إسبانية في مركز الدفاع. شاركت مع منتخب إسبانيا لكرة القدم للسيدات ومنتخب بلاد البشكنش لكرة القدم للسيدات ‏. أما مع النوادي، فقد لعبت مع أتلتيك بيلباو وSD Lagunak (women) ‏ وAthletic Bilbao (women) ‏.

## وصلات خارجية
- مارتا مورينو على موقع قاعدة بيانات كرة القدم.إي يو (الإنجليزية)